# Бас Вевр
Бас Вевр (фр. Basse-Vaivre) насеље је и општина у источној Француској у региону Франш-Конте, у департману Горња Саона која припада префектури Везул.
По подацима из 2011. године у општини је живело 45 становника, а густина насељености је износила 12,71 становника/km². Општина се простире на површини од 3,54 km². Налази се на средњој надморској висини од 230 метара (максималној 268 m, а минималној 227 m).

## Демографија
| 1962. | 1968. | 1975. | 1982. | 1990. | 1999. | 2011. |
| ----- | ----- | ----- | ----- | ----- | ----- | ----- |
| 78    | 83    | 56    | 48    | 52    | 37    | 45    |

График промене броја становника у току последњих година